# 港式麵包
港式麵包，指香港款式的麵包。在2010年代，港式麵包一詞已廣泛獲香港傳媒使用，指稱有別於法式麵包、德國麵包、英國麵包、日式麵包等等而在香港非常普及甚至成為經典傳統的麵包。而2011年出版的書籍《港麵包．港味道》則香港麵包和港式麵包這兩個詞語皆有使用。

## 外部連接
维基共享资源上的相關多媒體資源：港式麵包